# Pierre Léon
Pierre Roger Léon (Ligré, 12 marzo 1926 – Toronto, 11 settembre 2013) è stato un linguista e scrittore francese.

## Biografia
Pierre Roger Léon è nato a Ligré, in Turenna, Francia, il 12 marzo 1926. Ha conseguito il dottorato all'Università di Besançon nel 1960 e alla Sorbona nel 1972, dove ha lavorato anche come assistente professore. È stato docente di ricerca presso l'Università di Besançon e di Pau. Ha continuato a insegnare presso l'Università dell'Ohio e successivamente in quella di Toronto, dove ottenne lo status di professore emerito. È stato il fondatore delle riviste accademiche Studia Phonetica, 3L e Information et Communication. All'Università di Toronto ha fondato e diretto il laboratorio di ricerca fonetica nel dipartimento di Lingua francese. Ha scritto diversi libri importanti sulla linguistica francese. Anche in qualità di scrittore di narrativa, a Léon sono stati valsi numerosi riconoscimenti.

## Morte
Léon è morto di cancro l'11 settembre 2013 a Toronto, in Ontario (Canada).

## Pubblicazioni parziali

### Narrativa
- Les Voleurs d’étoiles de Saint-Arbroussepoil, Montréal, Leméac, 1982
- Pigou, Fiflard et compagnie, Winnipeg, Éditions des Plaines, 1993
- Sur la piste des Jolicoeur, Montreal, VLB, 1993
- L’Effrontée de Cuba, Toronto, GREF, 2007

### Saggistica
- Con Parth Bhatt, Structure du français moderne, 1988 / 3rd edition, Canadian Scholars Press, 2005
- Phonétisme et prononciations du français, Paris, Nathan-Fac, 1992 / 3rd edition, 1998 / 4th edition, Armand-Colin, 2005 / 5th edition, Armand-Colin, 2007
- Con Monique Léon, La prononciation du français, Paris, Nathan, 1997 / 2nd edition, Armand Colin, 2009